# Rotgers
Rotgers localment també escrit Rotxés és una masia situada al municipi de Lladurs, a la comarca del Solsonès, inclosa a l'Inventari del Patrimoni Arquitectònic de Catalunya.
Es troba a tocar de la carretera LV-4241-b (de Solsona a Sant Llorenç), al punt quilomètric 3,5.

## Descripció
Masia de planta rectangular, teulada a dos vessants i orientada nord-sud. Façana principal a l'est, on hi ha una edificació posterior adossada, de planta rectangular i teulada també a dues vessants, per tal d'engrandir la casa. Porta d'arc de mig punt adovellada. Té una planta baixa amb sòl de pedra i sostre de bigues i dos pisos. Parament de carreus irregulars amb morter.
Al voltant de la casa hi ha una era, amb gran quantitat de coberts i corrals.

## Història
La zona que ocupa la masia de Rotxès, va formar part del territori repoblat i organitzat entre els anys 970 i el 977.